# Jean-Baptiste Révillon
Pour les articles homonymes, voir Révillon (homonymie).
Jean-Baptiste Révillon, né le 8 janvier 1819 dans l'ancien 6e arrondissement de Paris et mort le 23 décembre 1869 dans le 11e arrondissement est un sculpteur français.

## Biographie
Fils aîné de Jean-Baptiste Révillon (1795-1856) et de Pauline Malot (1799-1883), fabricants de bronze, Jean-Baptiste Révillon a pour frère et sœurs : le sculpteur Aimé-Jean Révillon (1823-c.1882), Eugénie Pauline Révillon (1825-1866) épouse du dessinateur Ange Poilleux, et Catherine Amélie Révillon (1832-1901).
Élève de Jean-Jacques Feuchère, il expose au Salon de Paris à partir de 1840 jusqu'en 1869, année de sa mort.
Le 9 janvier 1847, à l'église Sainte-Élisabeth-de-Hongrie à Paris, il épouse Marie Pauline Ernestine Pasquier (1826-1872) qui lui donnera deux garçons : Ernest Auguste Révillon (1854-1937) également sculpteur, et Paul Émile Révillon (né en 1860), employé de commerce. Cette même année, le couple s'installe au no 9 rue des Filles-du-Calvaire dans le 3e arrondissement de Paris, qu'il quittera en 1855 pour le no 13 de la rue de Malte dans le 11e arrondissement où il mourra 15 ans plus tard à l'âge de 50 ans,.

## Œuvres présentées auSalon de Paris
Salon de 1840
- Buste de M. Lacour, plâtre (n° 1738).

Salon de 1842
- Portrait d'homme, médaillon en plâtre d'après nature (n° 2011).

Salon de 1843
- Étude, buste en plâtre (n° 1491).

Salon de 1844
- Tête d'étude de femme, médaillon en plâtre (n° 2274).

Salon de 1845
- Jupiter et Léda, groupe en plâtre (n° 2161).

Salon de 1848
- Une Néréide sur les eaux, bas-relief en plâtre (n° 4889).

Salon de 1850
- Saint Paul, statue en plâtre (n° 3576). Achat de la Ville de Paris ;
- Médaillon (n° 3577).

Salon de 1857
- Les Génies de l'Industrie avec leurs attributs, dessus de porte pour le Palais du Louvre ;
- Le Génie des Arts et des Sciences distribuant des couronnes, dessus de porte pour le Palais du Louvre.
- L'Amour, statue en plâtre (n° 3073).

Salon de 1859
- Enfants et fleurs, bas-relief en plâtre (n°3460) ;
- Jeux d'enfants. Fête de Bacchus, groupe en plâtre (n° 3461).

Salon de 1861
- La Vierge à l'enfant, statue en plâtre (n° 3576).
- L'Amour, groupe en bronze (n° 3577) ;
- Jeux d'enfants, groupe en bronze (n° 3578).

Salon de 1863
- Fête à Bacchus, groupe en marbre (n° 2542).

Salon de 1864
- Lesbie, statue en plâtre (n° 2758)[10].

Salon de 1867
- Indien caboclos (Brésil), groupe en plâtre (n° 2443)[11].

Salon de 1868
- Euterpe, médaillon en plâtre (n° 3818).

Salon de 1869
- Saint Jean enfant, statue en plâtre (n° 3662).

## Œuvres exposées dans les lieux et collections publiques
Paris
- Église Saint-Sulpice : Saint-Paul, statue en pierre de 2 mètres de haut d'après le modèle en plâtre exposé au Salon de 1850, placée au-dessus de l'autel de la chapelle Saint-Paul dans le bas-côté gauche.
- Ancien hôtel de ville de Paris : La Médecine, statue allégorique sur la façade principale. Localisation actuelle inconnue.
- Ancien hôtel Basilewski : Les Quatre saisons, groupe en pierre dans l'entrée de l'hôtel particulier. Localisation actuelle inconnue.
- Comédie-Française : Frise du foyer du théâtre.
- Palais du Louvre : 
  - Les Génies de l'Industrie avec leurs attributs (1855-1857), dessus de porte (Salon de 1857)[12].
  - Les Génies des Arts et des Sciences distribuant des Couronnes, dessus de porte (Salon de 1857)[13].

Blois
- Musée des beaux-arts : Enfants et fleurs, 1858, bas-relief en plâtre (Salon de 1859)[14].

Rouen
- Église Saint-Romain : Les quatre évangélistes.

Cherbourg
- Ancien hôpital maritime : Fronton de la façade portant les armes du Second Empire.

## Fonte d'édition
- Chemin de Croix (14 stations), fonte par la Fonderie d'art du Val d'Osne.

## Élèves
- Aimé-Jean Révillon (1823-c.1882) ;
- Ernest Auguste Révillon (1854-1937).

### Sources
- Notes généalogiques de la famille Révillon sur Geneanet.